# Rémy-Isidore Exelmans

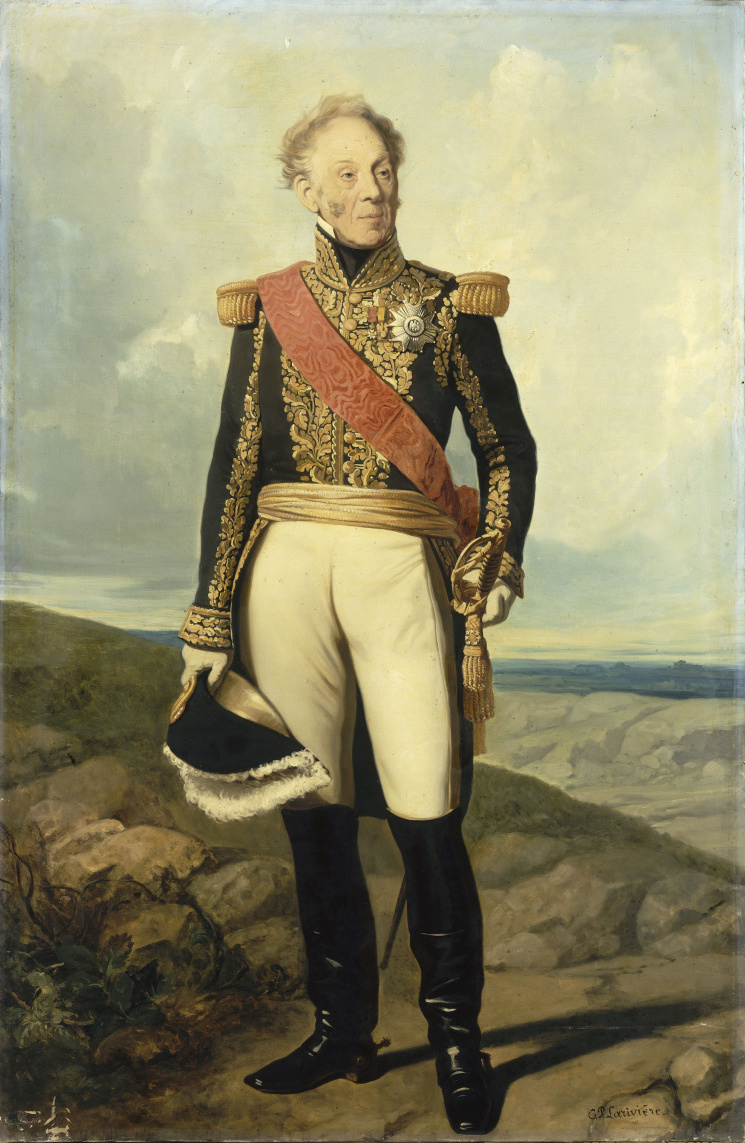
Rémy-Isidore Exelmans

Rémy-Joseph-Isidore, comte Exelmans (auch Excelmans; * 13. November 1775 in Bar-le-Duc, Département Hauts-de-Seine; † 22. Juni 1852 in Saint-Cloud bei Paris) war ein französischer General der Kavallerie und Marschall von Frankreich.

## Leben
Exelmans war der einzige Sohn des Weinhändlers Guillaume-Isidore Exelmans und dessen Ehefrau Françoise Belhomme. Mit Wirkung vom 6. September 1791 schloss er sich Oudinot und dessen Freiwilligen-Bataillon an.
Er zeichnete sich 1799 im neapolitanischen Krieg unter Jean-Étienne Championnet und als Murats Adjutant im Krieg gegen Österreich 1805 aus.
Am 31. Januar 1808 heiratete Exelmans in Paris Amélie de La Croix (1788–1862) und hatte mit ihr vier Töchter und sechs Söhne; darunter den späteren Admiral Joseph-Maurice Exelmans. General Octave Exelmans (1854–1936) war sein Enkel.
Nach der Schlacht bei Preußisch Eylau zum Général de brigade befördert, wurde er im Gefolge Murats in Spanien gefangen und nach England gebracht. 1811 gelang es ihm, zu entfliehen und in einer kleinen Barke über den Kanal zu setzen, worauf er als Großstallmeister in die Dienste des Königs Joachim I. von Neapel trat.
Wieder in die französische Armee eingetreten, machte er den russischen Feldzug als Befehlshaber der Gardegrenadiere mit, kommandierte im Feldzug 1813 die 4. Leichte Kavalleriedivision im zweiten Kavalleriekorps unter Sebastiani. Auf dem Rückzug nach der Völkerschlacht bei Leipzig ergab sich die von Exelmans geführte Einheit am 29. Oktober 1813 bayerischen und russischen Truppen. 1814 kommandierte Exelmans das zweite Kavalleriekorps.
Bei der ersten Restauration noch zu den Bourbonen übergegangen, schloss er sich 1815 Napoleon nach dessen Rückkehr von Elba sofort an und erhielt während des Feldzugs in Belgien (15.–19. Juni 1815) das Kommando über ein Korps der Kavalleriereserve, das mit seinen 3200 Reitern in der Schlacht bei Ligny kämpfte und danach unter Marschall Emmanuelle Grouchy die geschlagenen Preußen verfolgte, jedoch durch das III. Preußische Korps des Generalleutnants Johann von Thielmann bei Wavre festgehalten, nicht an der Schlacht bei Waterloo teilnahm. Dennoch gelang es ihm, am 1. Juli bei Versailles zwei preußische Husarenregimenter zu überfallen und zu vernichten.
1816 wurde er proskribiert. Daraufhin floh er und lebte in Belgien und in Nassau, bis ihm 1823 die Rückkehr nach Frankreich gestattet wurde. Louis-Philippe berief ihn 1831 in die Pairskammer. 1834 musste sich der Journalist Armand Carrel in einem Prozess von der Pairskammer verantworten, unter anderem weil er die Hinrichtung von Michel Ney im Jahre 1815 als „Mord“ bezeichnet hatte. Exelmans verteidigte Carrel und nannte die Hinrichtung Neys einen Justizmord, was ihn populär machte.
Am 15. August 1849 wurde er zum Großkanzler der Ehrenlegion und am 11. März 1851 von Napoléon III., für den er sich als einer der ersten erklärt hatte, zum Marschall von Frankreich ernannt.
Am 22. Juni 1852 hatte Exelmans zwischen Saint-Cloud und Sèvres einen Reitunfall, an dem er noch am selben Tag verstarb. Seine letzte Ruhestätte fand er im Caveau des Gouverneurs der Cathédrale Saint-Louis-des-Invalides (Hôtel des Invalides, Paris).

## Ehrungen
- 14. Juni 1804 Ritter der Ehrenlegion
- 19. Oktober 1805 Offizier der Ehrenlegion
- 7. November 1813 Großoffizier der Ehrenlegion
- 19. Juli 1814 Ritter des Ordre royal et militaire de Saint-Louis
- 17. März 1808 Baron de l’empire
- 28. September 1813 Comte de l’empire
- 21. August 1830 Großkreuz der Ehrenlegion
- 19. November 1831 Pair von Frankreich
- 15. August 1849 Großkanzler der Ehrenlegion
- 21. Januar 1852 Senator auf Lebenszeit
- 1852 schuf der Maler Charles-Philippe Larivière ein Porträt von ihm (Ölgemälde, 215 cm × 140 cm)
- Seine Name befindet sich am südlichen Pfeiler (27. Spalte) des Triumphbogens am Place Charles-de-Gaulle in Paris
- Der Boulevard Exelmans in Paris (16. Arrondissement) wurde ihm zu Ehren benannt
- Eine Station der Metro in Paris (16. Arrondissement) trägt seinen Namen
- Die Rue maréchal Exelmans in Nancy (Département Meurthe-et-Moselle) trägt seinen Namen
- Eine Haltestelle der Tramway de Nancy trägt seinen Namen
- Gedenktafel an seinem Geburtshaus in Bar-le-Duc
- Auf dem Place Exelmans in Bar-le-Duc wurde am 14. August 1898 ein Denkmal für Maréchal Exelmans eingeweiht[3]